# فيليكس النولي
القديس فيليكس النولي (توفي حوالي 250) هو قسيس مسيحي من مدينة نولا بالقرب من نابولي في إيطاليا حيث باع ممتلكاته ليعطيها للفقراء، ولكن تم اعتقاله وتعذيبه بسبب إيمانه المسيحي في فترة اضطهاد الإمبراطور الروماني ديكيوس (حكم 249 - 2451). يُعتقد أنه مات شهيدًا أثناء اضطهاد ديسيوس أو فاليريان في (حوالي 253).

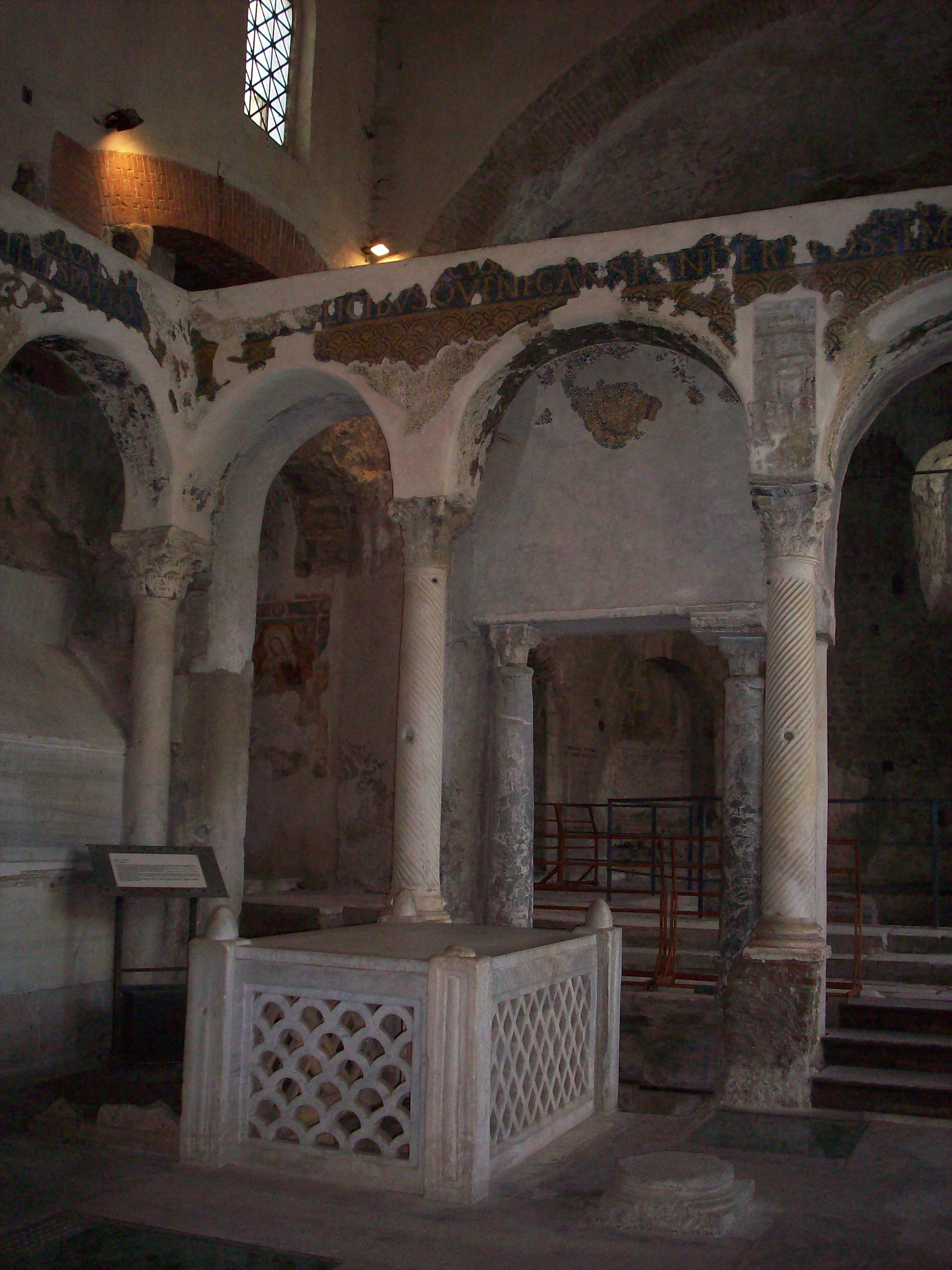
ضريح فيليكس من نولا في سيميتيل